# Некрасов Олексій Іванович
Олексі́й Іва́нович Некра́сов (7 березня 1885, Москва — 25 вересня 1950, селище Венгерове Новосибірської області Росії) — російський мистецтвознавець (історик і теоретик мистецтва та архітектури), фахівець у галузі давньоруського мистецтва та архітектури. Доктор мистецтвознавства. Професор.

## Біографія
Закінчив Московський університет.
Від 1918 року — професор Московського університету. Від 1930 року працював у Третьяковській галереї, після 1934 року — у Всесоюзній академії архітектури, Московському інституті філософії, літератури, історії (МІФЛІ), інституті кінематографії.
Заарештовано 19 квітня 1938 року. Інкриміновано діяльність з відновлення монархії заради того, щоб стати міністром освіти. 20 квітня 1939 року Військова колегія Верховного суду засудила Некрасова до 25 років виправних трудових таборів. Постановою пленуму Верховного суду від 23 березня 1940 року термін зменшено до 10 років таборів та 5 років позбавлення прав.
Відбував покарання у Воркуті. Працював архіваріусом, читав лекції з історії архітектури на курсах Воркутинського вугільного комбінату для будівельників і архітекторів (1940).
Звільнився 19 січня 1948 року, поселився в Александрові (101 км від Москви).
Удруге заарештовано 10 лютого 1949 року за приїзд у Москву до сім'ї. До середини літа утримувався у Владимирській тюрмі. Ухвалою особливої наради засуджений до вислання в Новосибірську область — у селище Венгерове. У 1949—1950 роках працював на громадських началах консультантом Райпромкомбінату художньо-промислових керамічних виробів.
Помер у лікарні від виснаження. Поховано в селищі Венгерове. 1956 року Некрасова посмертно реабілітовано.

## Творчість
Доктор мистецтвознавства Ірина Кизласова так оцінила творчість Олексія Некрасова:
| «Серйозний етап у пізнанні архітектури становила система теоретичних побудов Олексія Некрасова про наявність специфічних математичних закономірностей у створенні архітектурних форм у рамках великих історичних періодів, а всередині них — у межах різних типологічних підсистем. Цей аналіз був невіддільний від глибоко розроблених принципів вивчення внутрішнього простору, які опиралися на оригінально витлумачені художні категорії числа, маси, простору та ін.» |

## Опубліковані книги, статті
- Византийское и русское искусство — Москва, 1924.
- Возникновение Московского искусства. — Москва, 1929.
- Русский ампир. — 1935.
- Очерки по истории древнерусского зодчества XI—XVII веков. — Москва, 1936.
- Древнерусское изобразительное искусство. — Москва, 1937.
- Собор Истры // Архитектура СССР. — 1934. — № 8.
- Примитивно-декоративный стиль XVII в. // Очерки по истории древнерусского зодчества XI—XVII вв. — 1936.
- Теория архитектуры / Вступительные статьи И. Л. Кызласовой, В. В. Кириллова. — Москва: Стройиздат, 1994. — 477 с.